# Mintonophis pakistanicus
Mintonophis pakistanicus — вид змій родини гомалопсових (Homalopsidae). Ендемік Пакистану. Це єдиний представник монотипового роду Mintonophis. Умовно отруйна змія (реальної небезпеки для людини не становить). 

## Поширення і екологія
Mintonophis pakistanicus мешкають у невеликих озерах і джерелах в нижній частині басейну Інду. Ведуть денний спосіб життя, ховаються в мулі, взимку впадають у сплячку.